# Lista portów lotniczych w Sudanie Południowym

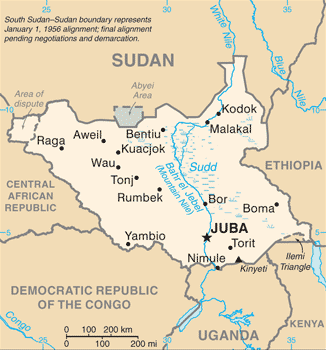
Mapa Sudanu Południowego

Stany Sudanu Południowego

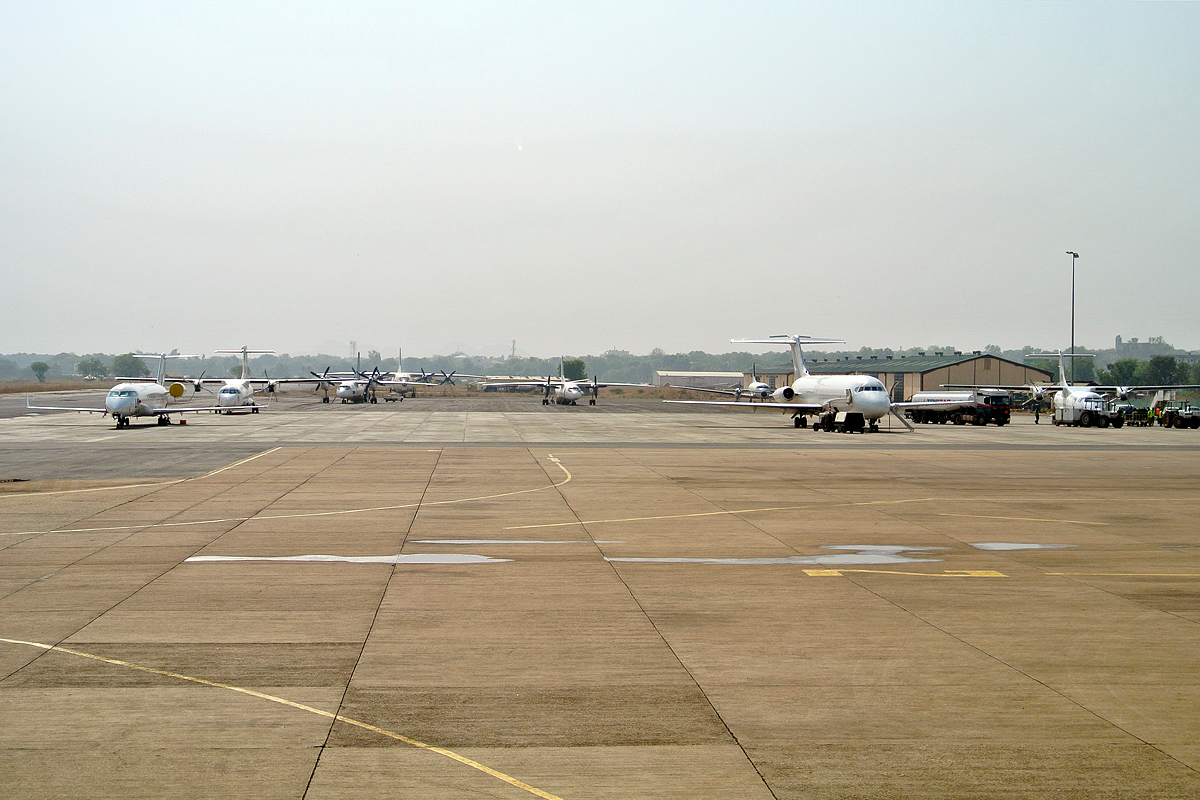
Port lotniczy Dżuba

Lista portów lotniczych w Sudanie Południowym, podzielona pod względem lokalizacji.
Sudan Południowy jest krajem śródlądowym, w środkowo-wschodniej Afryce, graniczy z Etiopią na wschodzie, Kenią na południowym wschodzie, Ugandą na południu, Demokratyczną Republiką Konga na południowym zachodzie, Republiką Środkowoafrykańską na zachodzie i z Sudanem na północy. Stolicą i największym miastem jest Dżuba. Kraj podzielony jest na 10 stanów.
W kraju znajduje się 25 lotnisk z czego dwa są międzynarodowe. Są to Port lotniczy Dżuba (loty głównie do innych państw Afryki oraz do Rzymu) oraz Port lotniczy Malakal (loty do innych państw Afryki).

## Lotniska
Nazwy lotnisk pogrubione wskazują na regularne połączenia komercyjnych linii lotniczych.
| Miasto                 | Stan          | ICAO | IATA | Port lotniczy                    | Wysokość nad poziomem morza |
| ---------------------- | ------------- | ---- | ---- | -------------------------------- | --------------------------- |
| Cywilne porty lotnicze |               |      |      |                                  |                             |
| Akobo                  | Eastern Bieh  | HSAK |      | Port lotniczy Akobo              | 407 m n.p.m.                |
| Aweil                  | Aweil         | HSAW |      | Port lotniczy Aweil              | 425 m n.p.m.                |
| Bentiu                 | Western Bieh  | HSBT |      | Port lotniczy Bentiu             | 610 m n.p.m.                |
| Bor                    | Jonglei       | HSBR |      | Port lotniczy Bor                | 386 m n.p.m.                |
| Duar                   | Northern Lieh |      |      | Port lotniczy Thar Jath Airstrip |                             |
| Gogrial (Qaqriyal)     | Gogrial       | HSGO |      | Port lotniczy Gogrial            | 677 m n.p.m.                |
| Dżuba                  | Jubek         | HSSJ | JUB  | Port lotniczy Dżuba *            | 453 m n.p.m.                |
| Kago Kaju              | Yei River     | HSKJ |      | Port lotniczy Kago Kaju          | 762 m n.p.m.                |
| Kapoeta                | Namorunyang   | HSKP |      | Port lotniczy Kapoeta            | 677 m n.p.m.                |
| Malakal                | Western Nile  | HSSM | MAK  | Port lotniczy Malakal *          | 393 m n.p.m.                |
| Maridi                 | Maridi        | HSMD |      | Port lotniczy Maridi             | 700 m n.p.m.                |
| Nimule                 | Imatong       | HSNM |      | Port lotniczy Nimule             | 680 m n.p.m.                |
| Paloich                | Eastern Nile  | HSFA |      | Port lotniczy Paloich            | 385 m n.p.m.                |
| Pochalla               | Boma          | HSPA |      | Port lotniczy Pochalla           | 610 m n.p.m.                |
| Pibor                  | Boma          | HSPI |      | Port lotniczy Pibor              | 412 m n.p.m.                |
| Raga                   | Lol           | HSRJ |      | Port lotniczy Raga               | 545 m n.p.m.                |
| Renk                   | Eastern Nile  | HSRN |      | Port lotniczy Renk               | 282 m n.p.m.                |
| Rumbek                 | Western Lakes | HSMK | RBX  | Port lotniczy Rumbek             | 420 m n.p.m.                |
| Tonj (Tong)            | Tonj          | HSTO |      | Port lotniczy Tonj               | 431 m n.p.m.                |
| Torit                  | Imatong       | HSTR |      | Port lotniczy Torit              | 615 m n.p.m.                |
| Tumbura                | Gbudwe        | HSTU |      | Port lotniczy Tumbura            | 680 m n.p.m.                |
| Wau                    | Wau           | HSWW | WUU  | Port lotniczy Wau                | 453 m n.p.m.                |
| Yambio                 | Gbudwe        | HSYA |      | Port lotniczy Yambio             | 724 m n.p.m.                |
| Yei                    | Yei River     | HSYE |      | Port lotniczy Yei                | 610 m n.p.m.                |
| Yirol                  | Eastern Lakes | HSYL |      | Port lotniczy Yirol              | 434 m n.p.m.                |

*  – Lotniska międzynarodowe